# Torrechiva

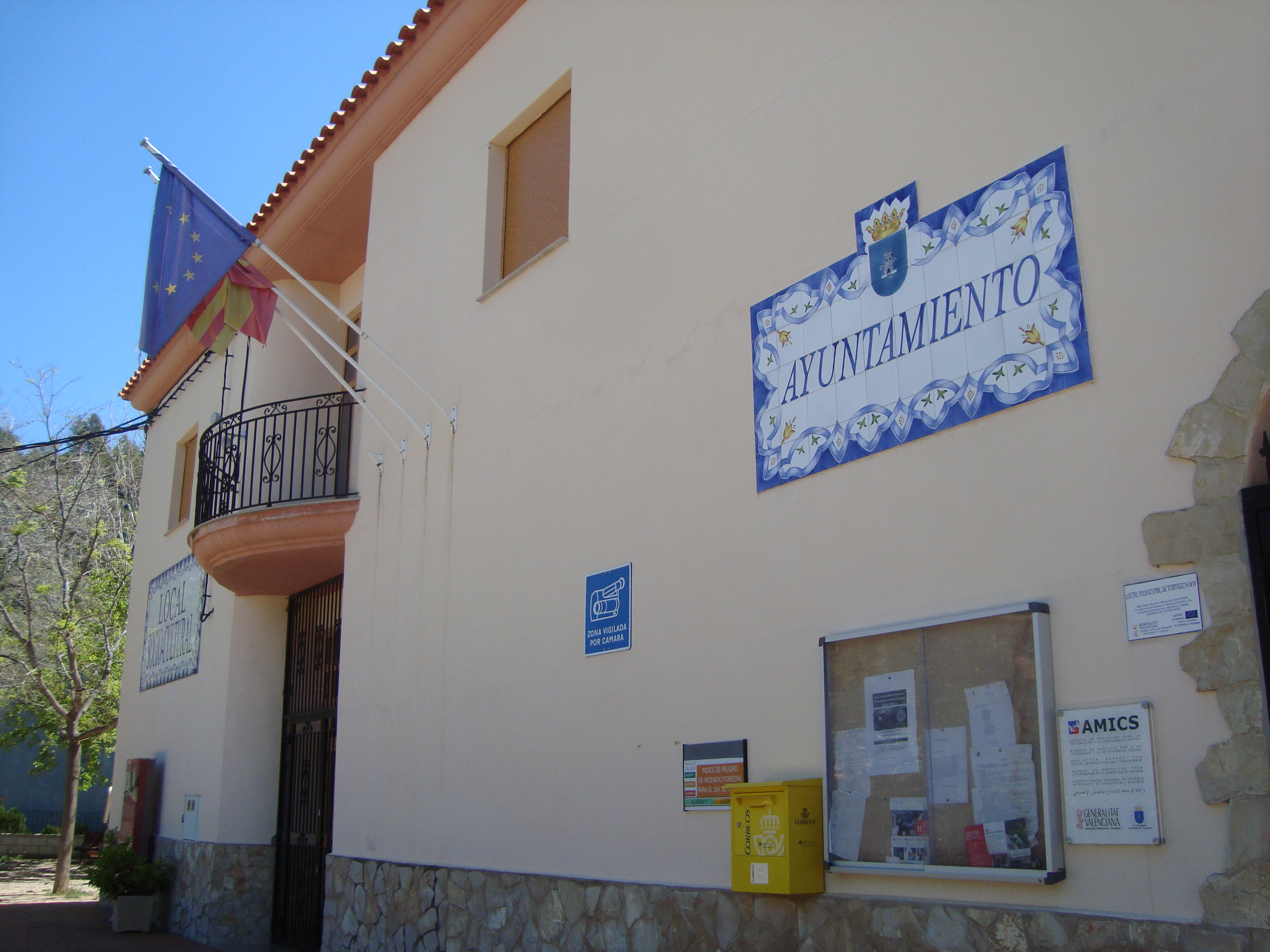
Ayuntamiento de Torrechiva (Castellón)

Torrechiva è un comune spagnolo di 91 abitanti situato nella comunità autonoma Valenciana.

## Altri progetti

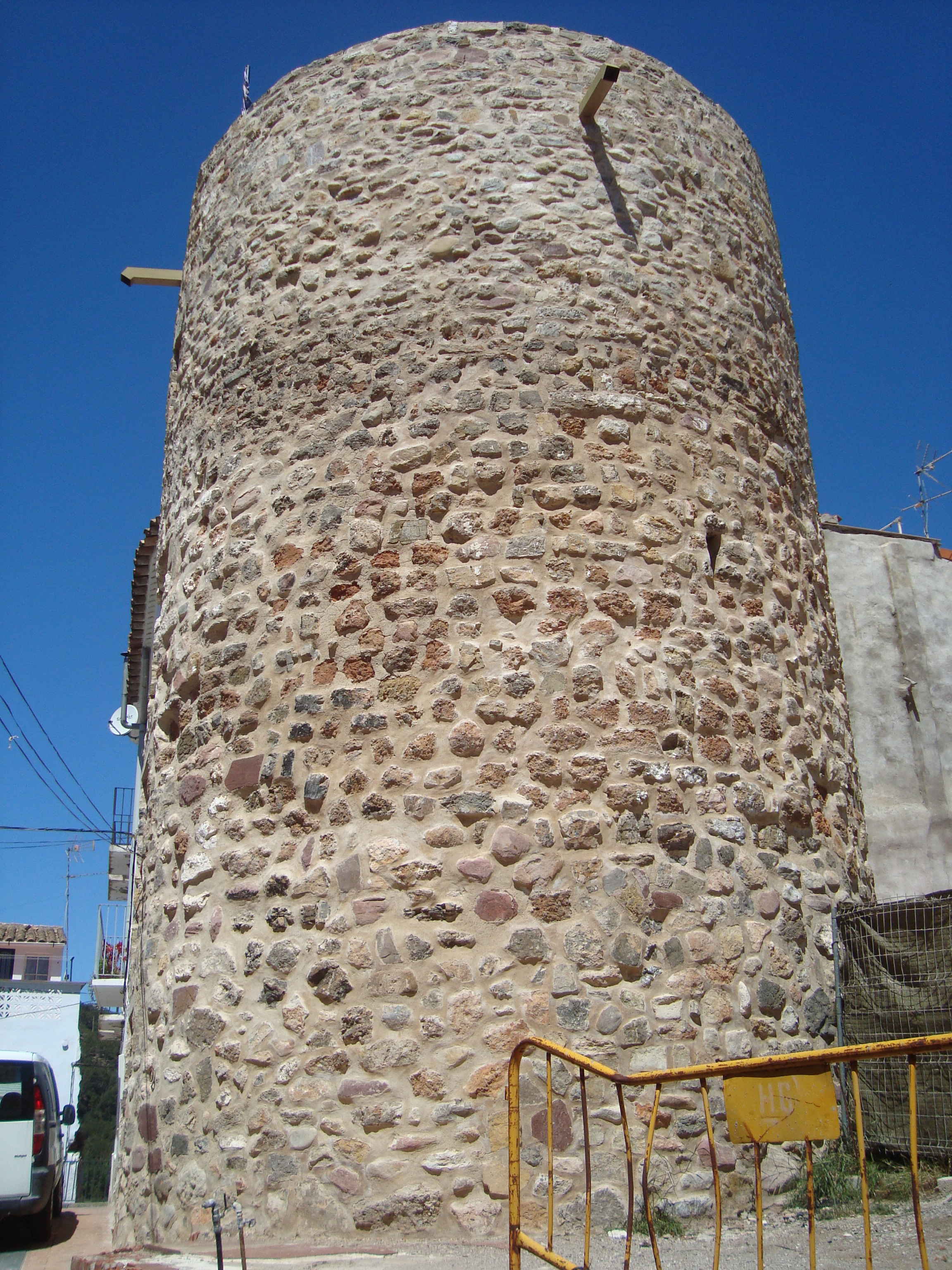
Torre de Torrechiva

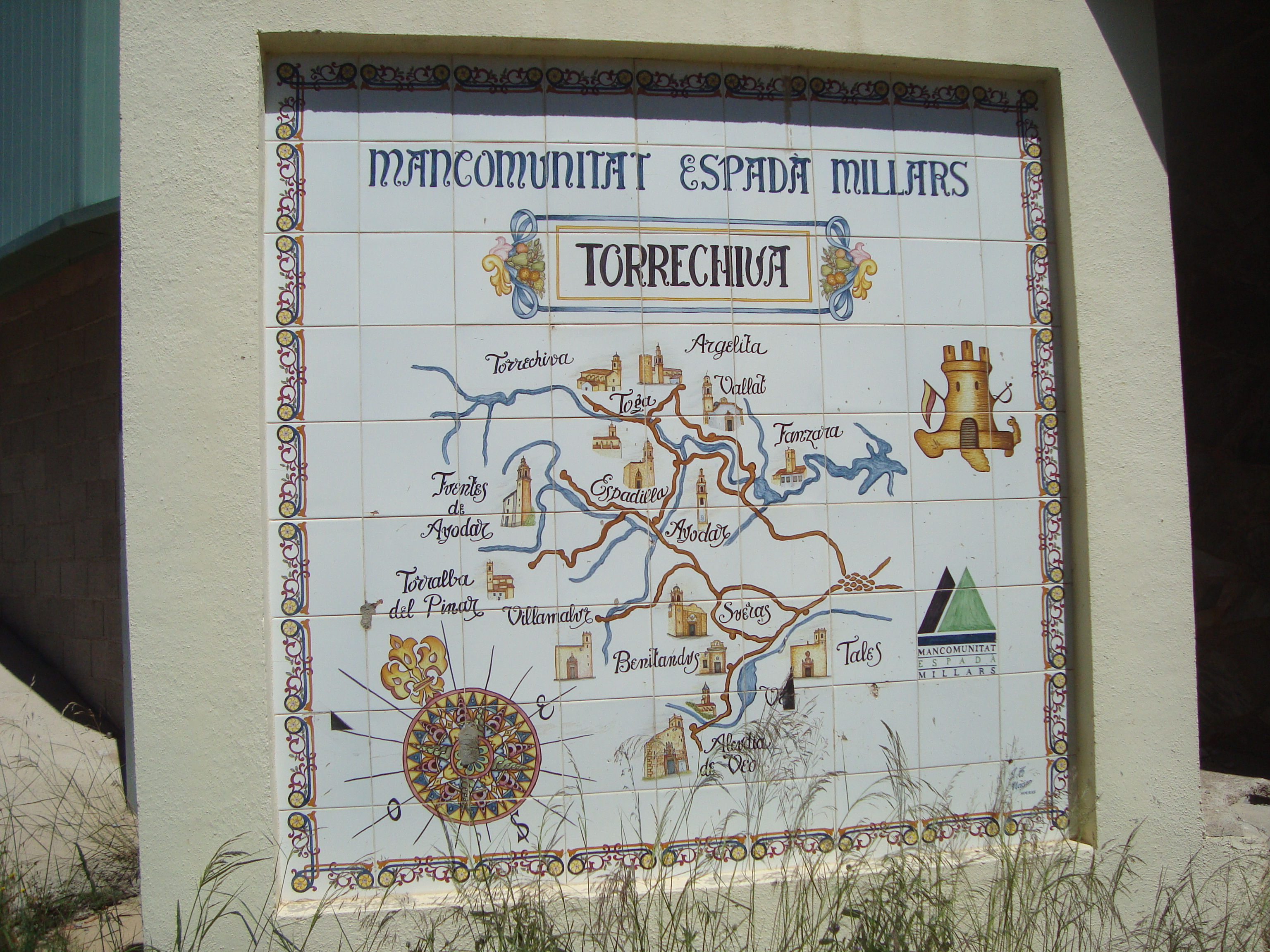
Torrechiva, mural cerámico, Mancomunidad Turística Espadà-Millars